# Дуке, Джон
Джон Фреди Дуке Ариас (англ. Jhon Fredy Duque Arias; род. 4 июня 1994 года, Богота, Колумбия) — колумбийский футболист, полузащитник клуба «Атлетико Насьональ».

## Биография
Дуке начал профессиональную карьеру в клубе «Ла Экидад». 24 августа 2014 года в матче против «Бояка Чико» он дебютировал в Кубке Мустанга. В начале 2015 года Джон перешёл в «Форталеса Сипакира». 29 марта в матче против «Леонес Ураба» он дебютировал в колумбийской Серии B. По итогам сезона Дуке помог команде выйти в элиту. 30 января 2016 года в матче против «Хагуарес де Кордоба» он дебютировал за клуб на высшем уровне. 6 марта в поединке против «Мильонариос» Джон забил свой первый гол за «Форталесу Сипакиру».
В начале 2017 года Дуке перешёл в «Мильонариос». 6 февраля в матче против «Индепендьенте Медельин» он дебютировал за новую команду. 9 февраля в поединке Кубка Либертадорес против бразильского «Атлетико Паранаэнсе» Джон забил свой первый гол за «Мильонариос». В своём дебютном сезоне он стал чемпионом Колумбии.

## Достижения
- Чемпион Колумбии (1): Финалисасьон 2017
- Победитель Суперлиги Колумбии (1): 2018